# 阿拉贡先驱报
阿拉贡先驱报（西班牙語：Heraldo de Aragón）是西班牙阿拉贡自治区首府萨拉戈萨市发行的地区日报。它是阿拉贡地区最重要的报纸，也是该地区发行量最高的报纸。

## 历史
《阿拉贡先驱报》创刊于1895年9月20日。它的拥有者是成立于1909年的阿拉贡先驱报股份公司，该公司旗下还拥有《索里亚先驱报》等地区报纸。《阿拉贡先驱报》的编辑总部位于萨拉戈萨市，在韋斯卡省、薩拉戈薩省和特魯埃爾省都有发行。
该报获得2003年欧洲年度报纸奖地区报纸奖。

## 发行量
| 阿拉贡先驱报发行量变化图                                                        |
|                                                                                 |
| 来源：西班牙传媒控制办公室（OJD）1993年；2002年；2008年；2009年；2011年；2014年 |

## 奖项
《阿拉贡先驱报》每年颁发“先驱奖”（Premios Heraldo）。该奖项设立于2004年，分为新闻奖和人类贡献与知识奖。

## 母公司
阿拉贡先驱报股份公司的母公司是“先驱集团”（Grupo Heraldo）。2015年，“先驱集团”收购了西班牙最大的免费报纸——《20分钟报》。
2016年9月，“先驱集团”更名为“埃奈欧”（Henneo），新名称由单词”先驱“的前两个字母和希腊语前缀neo组成，暗示着公司崭新的发展阶段与即将面临的新挑战。